# Rodolf I de Wittelsbach
Rodolf I de Baviera (Alemany: Rudolf I., Herzog von Bayern, bei Pfalzgraf Rhein; Basilea 4 d'octubre de 1274 - Anglaterra 12 d'agost de 1319), fou un membre de la dinastia de Wittelsbach, que fou duc de Baviera i comte palatí del Rin (1294-1317). Rodolf era el fill de Lluís II, Duc d'Alta Baviera, i Matilde, una filla del rei Rodolf I d'Alemanya.

## Vida
Rodolf va succeir el seu pare el 1294 a l'Alta Baviera i el Palatinat i va donar suport al seu sogre Adolf de Nassau-Weilburg contra el seu oncle, l'Habsburg Albert d'Àustria. Després de la mort d'Adolf, Rodolf es va passar al partit d'Albert però la forta política dinàstica del nou rei nou va provocar un nou conflicte. Albert va pressionar a Rodolf que va haver d'acceptar al seu germà més jove Lluís IV de Wittelsbach com a co-regent el 1301. Després de l'assassinat d'Albert el 1308, Rodolf va votar a favor d'Enric de Luxemburg i llavors va acompanyar al nou rei a Itàlia, esclatant una guerra civil contra el seu germà Lluís IV a causa de les disputes en la partició de les seves terres, que es va acabar el 1313 quan es va acordar la pau a Múnic. Lluís IV fou elegit rei alemany el 1314 però Rodolf havia votat a favor del seu adversari Frederic d'Àustria. El 1317 després d'una altra llarga controvèrsia amb Lluís IV, Rodolf va perdre l'Electorat del Palatinat el Palatinat que va quedar en mans de Lluís fins que el conflicte de Lluís amb l'Habsburg arribés al final, però Rodolf va morir el 1319, presumiblement a Anglaterra i finalment pel tractat de Pavia el 1329, Lluís concedia el Palatinat als fills de Rodolf Rodolf II el Cec i Robert I i al net de Rodolf, Robert II, un fill del comte palatí del Rin, Adolf. D'aquesta manera finalment Rodolf I i el seu net Rupert II ens convertiren en els avantpassats de la línia palatina més vella de la dinastia Wittelsbach (línia palatina), que va retornar al poder a Baviera el 1777 després de l'extinció de la línia més jove (línia bavaresa), formada pels descendents de Lluís IV.

## Matrimoni i fills
Es va casar a Nuremberg l'1 de setembre de 1294 amb Mectilda de Nassau, filla d'Adolf de Nassau (Nassau-Weilburg), i va tenir els següents fills:
- Lluís (1297–abans del 5 d'abril de 1311).
- Adolf, comte palatí del Rin (Wolfratshausen 27 de setembre de 1300 – 29 de gener de 1327), pare de Rupert II (o Robert II) comte palatí del Rin
- Rudolf II el Cec (Wolfratshausen 8 d'agost de 1306 - Neustadt 4 d'octubre de 1353), duc de Baviera
- Robert o Rupert I, elector palatí del Rin (Rupert el Roig) (Wolfratshausen 9 de juny de 1309 – 16 de febrer de 1390).
- Matilde (1312–25 de novembre de 1375), casada vers 1330/1331 a Joan III, comte de Sponheim.
- Anna (1318–1319).